# Barbara Rubin

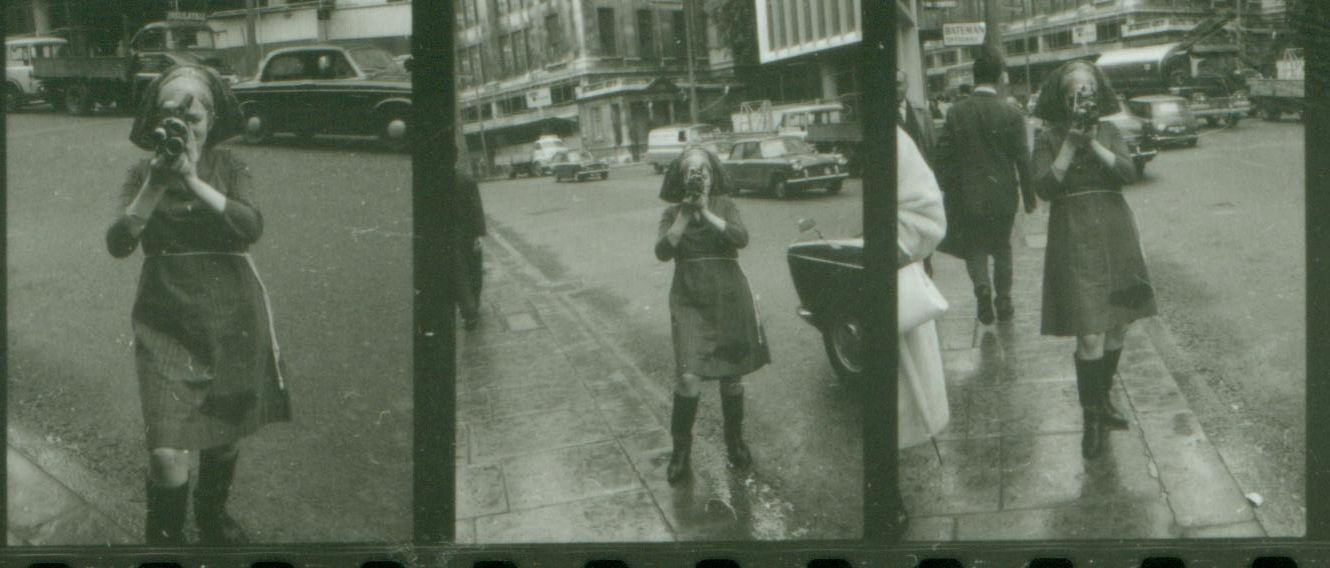
Barbara Rubin (1965)

Barbara Rubin (* 1945 in Queens, USA; † 1980 in Frankreich) war eine US-amerikanische Experimentalfilmerin.

## Leben und Wirken
Barbara Rubin lebte und arbeitete in New York. Sie schloss Verbindung mit der Filmwelt im Jahr 1963, als sie zusammen mit Jonas Mekas in der Film-makers’ Cooperative arbeitete. Ihr erster und einziger eigener Film war Christmas on Earth (1964), die Aufsehen erregende 29-minütige Dokumentation einer Orgie an Weihnachten 1963. Er wird heute als eines der ersten Dokumente für die Emanzipation der Frauen und Homosexuellen angesehen.
Im Januar 1966 filmte sie gemeinsam mit Mekas einen spektakulären Auftritt der Velvet Underground bei einem Psychiater-Kongress im Delmonico-Hotel in New York, bei dem sie – zusammen mit Mekas – das Publikum vor laufender Kamera nach seinen Sexualpraktiken befragte; ebenso filmte sie den Auftritt der Gruppe im Februar des Jahres in der Diskothek Dom. Auf ihren Vorschlag hin hatte sich Gerard Malanga Ende 1965 einen Auftritt der Velvets im Café Bizarre im Greenwich Village angesehen und diese dann Andy Warhol für ein neues Projekt empfohlen. Sie prägte auch den Namen für die gemeinsame Show Andy Warhol Up-Tight.
Seit Mitte der 1970er Jahre lebte Barbara Rubin in einer jüdischen Gemeinde in Aix-les-Bains in Frankreich. Dort starb sie im September 1980 bei der Geburt eines Kindes.

### Bedeutung
Barbara Rubins Bedeutung liegt vor allem darin, dass sie in den 1960er-Jahren die Verbindungen zwischen unterschiedlichen Gruppen der „Gegenkultur“ in New York knüpfte. Sie stellte den Kontakt zwischen Warhol, Bob Dylan, Jack Smith und Allen Ginsberg her. Sie schuf damit auch die Grundlage für multimediale Kunstformen wie das Happening, das sich aus der Verknüpfung der zuvor disparaten Interessen ergab. Bereits 1964 hatte Rubin als eine der ersten Vertreterinnen des „New American Cinema“ mit Mehrfachprojektionen experimentiert, indem sie verschiedene Filmrollen über- und nebeneinander projizierte und zusätzlich mit farbigen Vorsatzlinsen einfärbte. Eine Technik, die Andy Warhol später für das Exploding Plastic Inevitable übernahm. Rubins Arbeiten lag zumeist eine erotische Thematik zugrunde. Durch die Beliebigkeit der Vorführung wurden ihre Filme zu „offenen Kunstwerken“, die freie Assoziationen und Interpretationen evozierten.